# Покровська сільська рада (Решетилівський район)
Покровська сільська рада — адміністративно-територіальна одиниця у Решетилівському районі Полтавської області з центром у c-ще Покровське.
Населення — 3037 осіб.

## Населені пункти
Сільраді були підпорядковані населені пункти:
- c-ще Покровське,
- с. Бабичі
- с. Голуби
- с. Кривки
- с. Писаренки
- с. Шкурупії